# Dietmar Hötger
Dietmar Hötger, född den 8 juni 1947 i Hoyerswerda, Tyskland, är en östtysk judoutövare.
Han tog OS-brons i herrarnas halv mellanvikt i samband med de olympiska judotävlingarna 1972 i München.